# Франсіс Карсак
Франсуа Борд (30 грудня 1919, Рив — 30 квітня 1981, Тусон), також відомий під псевдонімом Франсіс Карсак) — французький письменник, вчений, геолог і археолог.

## Життєпис
Франсуа Борд навчався в Тулузькому університеті. Однак навчання довелося перервати через початок Другої світової війни. Він вступив до лав Французького Опору, діяв у Тулузі й Бельв'ю, брав участь у визволенні Бордо. Після Другої світової війни став професором стародавньої історії й четвертинної геології в Наукового факультету Бордо. Паралельно з викладанням займався письменницькою діяльністю. Він дуже поновив підхід до доісторичних кам'яних промисловостей, представляючи статистичні дослідження в типології та розширенні використання експериментального кременю.
Він також опублікував багато науково-фантастичних романів під псевдонімом. Його книги не перекладались на англійську мову. З іншого боку, в СРСР фантаст Карсак був дуже популярним. Його твори було перекладено й видано російською, румунською, болгарською, литовською, латиською, угорською, естонською та іншими мовами.
Наприкінці 1960-х років писати практично перестав. Помер 1981 року в м. Тусон (Аризона, США), де провів останній період свого життя. В СРСР його книги мали особливо велику популярність. Твори автора досі майже не перекладено українською, окрім оповідання "Гори долі" в перекладі Григорія Миколайовича Філіпчука, виданого у збірнику "Колиска на орбіті" серії "Пригоди. Фантастика" видавництва "Веселка" у 1983 році під редакцією Михайла Слабошпицького.

### Наукова фантастика

#### Романи
- 1944 рік — «У вільному світі» (Sur un monde stérile) — не видано
- 1953 рік — «Прибульці нізвідки» (Ceux de nulle part)
- 1962 рік — «Цей світ - наш» (Ce Monde est nôtre)
- 1962 рік — «Космос — наш дім» (Pour patrie l'espace)
- 1955 рік — «Робінзони космосу» (Les robinsons du cosmos)
- 1960 рік — «Втеча Землі» (Terre en fuite)
- 1967 рік — «Леви Ельдорадо» (La vermine du lion)

### Повісті та оповідання

#### Доісторичний цикл
- 1954 рік — «Таємниці, вкриті мороком» (Taches de rouille)
- 1959 рік — «Яка вдача для антрополога» (Quelle aubaine pour un anthropologue)
- 1961 рік — «Вікно у минуле» (Une fenêtre sur le passé)
- 1972 рік — «Бог, що приходить з вітром» (Le dieu qui vient avec le vent)
- 1975 рік — «Так нудьгують в Утопії» (Tant on s'ennuie en Utopie)
- 1982 рік — «Той, кому прийшла Велика вода» (Celui qui vint de la grande eau)
- 1954 рік — «Штрихи» (Hachures)
- 1958 рік — «Genèse»
- 1958 рік — «Людина, яка говорила з марсіанами» (L'homme qui parlait aux martiens)
- 1959 рік — «Мертві піски» (Sables morts)
- 1959 рік — «Реванш марсіан» (La revanche des martiens) — у співавт. з Жаком Берж'є (Jacques Bergier)
- 1959 рік — «Поцілунок життя» (Le baiser de la vie)
- 1959 рік — «Бідні люди» (Les pauvres gens) — під іменем Жорж Карсак (Georges Carsac)
- 1960 рік — «Перша імперія» (Premier empire)
- 1960 рік — «Голос вовка» (La voix du loup)
- 1962 рік — «Пращур» (L'Ancêtre)
- 1966 рік — «Гори Долі» (Les monts de destin)
- 1971 рік — «У горах долі» (Dans les montagnes du destin)
- 1978 рік — «Людина, яка буде богом» (L'homme qui voulut être dieu)
- 1981 рік — «Власні руки» (Les mains propres)

## Переклади українською
- Франсіс Карсак. Гори долі (Збірка оповідань «Колиска на орбіті») / пер. з фр. Григорій Філіпчук. — К. : Веселка, 1983. — 84-144 с.